# Cryptolestes ferrugineus
Cryptolestes ferrugineus är en skalbaggsart som först beskrevs av Stephens 1831.  Cryptolestes ferrugineus ingår i släktet Cryptolestes och familjen ritsplattbaggar. Enligt den finländska rödlistan är arten nära hotad i Finland. Arten är reproducerande i Sverige. Artens livsmiljö är parker, gårdsplaner och trädgårdar. Inga underarter finns listade i Catalogue of Life.

## Bildgalleri

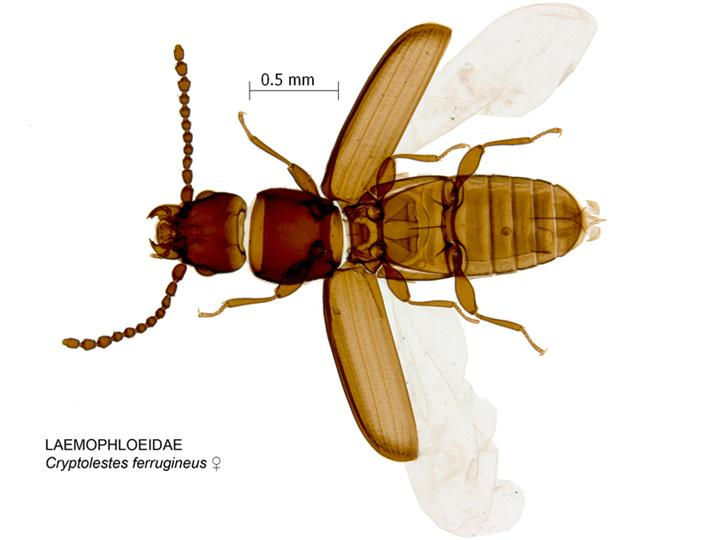
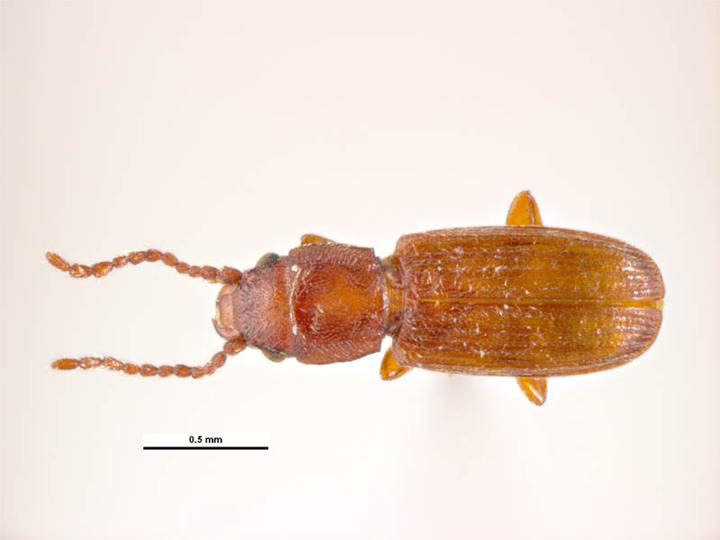
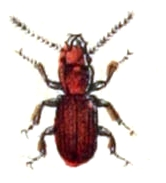